# 727. pehotni polk (Wehrmacht)
Za druge 727. polke glejte 727. polk.
727. pehotni polk (izvirno nemško Infanterie-Regiment 727) je bil eden izmed pehotnih polkov v sestavi redne nemške kopenske vojske med drugo svetovno vojno.

## Zgodovina
Polk je bil ustanovljen 2. maja 1941 kot polk 15. vala na področju WK VII iz delov 157. divizije; polk je bil dodeljen 707. pehotni diviziji.
2. aprila 1942 je polk med protipartizansko operacijo postrelil 133 Judov in 224 partizanov. Do 4. aprila istega leta so postrelili še 47 Judov in 651 partizanov.
15. oktobra 1942 je bil polk preimenovan v 727. grenadirski polk.